# Football Club Telavi
Maillots
Actualités
Le Football Club Telavi (en géorgien : საფეხბურთო კლუბი თელავი), plus couramment abrégé en FC Telavi, est un club géorgien de football fondé en 2016 et basé dans la ville de Telavi.
Il fait ses débuts en première division géorgienne lors de la saison 2020.

## Histoire
- 2016 : Fondation du club sous le nom de FC Telavi.
- 2019 : Promotion en Umaglesi Liga.

## Bilan par saison
| Saison | Championnat | Championnat | Championnat | Championnat | Championnat | Championnat | Championnat | Championnat | Championnat | Championnat | Coupe de Géorgie    |
| Saison | Division    | Pos         | Pts         | J           | V           | N           | D           | BP          | BC          | Diff        | Coupe de Géorgie    |
| ------ | ----------- | ----------- | ----------- | ----------- | ----------- | ----------- | ----------- | ----------- | ----------- | ----------- | ------------------- |
| 2017   | 3e          | 2e          | 74          | 36          | 22          | 8           | 6           | 86          | 33          | +53         | 32es de finale      |
| 2018   | 2e          | 5e          | 48          | 36          | 12          | 12          | 12          | 45          | 43          | +2          | Demi-finales        |
| 2019   | 2e          | 3e          | 63          | 36          | 19          | 6           | 11          | 70          | 36          | +34         | Huitièmes de finale |
| 2020   | 1re         | 6e          | 24          | 18          | 4           | 12          | 2           | 21          | 14          | +7          | Quarts de finale    |
| 2021   | 1re         | 6e          | 44          | 36          | 11          | 8           | 17          | 35          | 53          | -18         | Huitièmes de finale |
| 2022   | 1re         | 7e          | 39          | 36          | 8           | 15          | 13          | 29          | 36          | -7          | Huitièmes de finale |

Légende
- Vainqueur de la compétition
- Vice-champion ou finaliste de la compétition
- Troisième de la compétition
- Promotion en division supérieure
- Relégation en division inférieure

## Personnalités du club

### Présidents du club
- Irakli Vashakidze

### Entraîneur du club actuellement
•  Vardan Minassian (entraîneur arménien arrivée en 2023 au FC Telavi)